# What Were Once Vices Are Now Habits
What Were Once Vices Are Now Habits is het vierde studioalbum van de Amerikaanse rockband The Doobie Brothers. Het album werd in 1973 opgenomen met vaste producer Ted Templeman en 1 februari 1974 uitgegeven door Warner.

## Achtergrond

### Singles
Vices & Habits bracht drie singles voort, waarvan de eerste twee geschreven door zanger/gitarist Tom Johnston; Another Park, Another Sunday (13 maart 1974) "gaat over een liefdesbreuk. Ik schreef de akkoorden en speelde het op een akoestische gitaar, en toen kwam Ted (Templeman) op het idee om die gitaar door een Lesliespeaker te halen." Het werd een bescheiden hit in de Billboard Hot 100 met een 32e plaats. 
Eyes of Silver (26 juni 1974) werd opgenomen met The Memphis Horns en is volgens Johnston "tekstueel niks bijzonders; ik schreef het op het allerlaatste moment". Het werd in recensies van Cash Box en Record World met Listen to the Music vergeleken en deed het niet veel beter dan Another Park Anther Sunday met slechts een #52-notering. Warner nam daar geen genoegen mee en bracht de debuutsingle van de band, Nobody opnieuw uit met als B-kant Flying Cloud, een instrumentaal nummer van bassist Tiran Porter. Deze heruitgave raakte al snel overschaduwd doordat de radiozenders Black Water begonnen te draaien. Deze compositie van zanger/gitarist Patrick Simmons werd 15 november 1974 officieel op single uitgebracht en bezorgde de Doobie Brothers hun eerste nummer 1-hit met meer dan een miljoen verkochte exemplaren. Acht maanden eerder was het nog de B-kant van Another Park Another Sunday.

### Hoesontwerp
Het afwijkende lettertype was een idee van drummer John Hartman nadat hij zijn middelbare school had bezocht alwaar het werd gebruikt voor het logo van de schoolkrant Raiders Digest. De foto werd gemaakt door media coördinator Dan Fong tijdens een concert in Kentucky op 4 december 1973. Twee jaar later zou hij ook de hoesfoto van Takin' It to the Streets voor zijn rekening nemen.

## Tracklijst
| Nr. | Titel                   | Duur |
| --- | ----------------------- | ---- |
| 1.  | Song to See You Through | 4:06 |
| 2.  | Spirit                  | 3:15 |
| 3.  | Pursuit on 53rd St.     | 2:33 |
| 4.  | Black Water             | 4:15 |
| 5.  | Eyes of Silver          | 2:57 |
| 6.  | Road Angel              | 4:49 |

| Nr. | Titel                                                   | Duur |
| --- | ------------------------------------------------------- | ---- |
| 7.  | You Just Can't Stop It                                  | 3:28 |
| 8.  | Tell Me What You Want (And I'll Give You What You Need) | 3:53 |
| 9.  | Down in the Track                                       | 4:15 |
| 10. | Another Park, Another Sunday                            | 4:27 |
| 11. | Daughters of the Sea                                    | 4:29 |
| 12. | Flying Cloud                                            | 2:00 |

## Bezetting
The Doobie Brothers
- Tom Johnston – akoestische en elektrische gitaren, lead- en achtergrondzang
- Patrick Simmons – akoestische en elektrische gitaren, lead- en achtergrondzang
- Tiran Porter – bas, achtergrondzang
- John Hartman – drums, percussie
- Michael Hossack – drums
- Keith Knudsen – drums (nog niet in de praktijk), achtergrondzang

Gastmusici
- Jeff "Skunk" Baxter – pedalsteel in Tell Me What You Want
- Bill Payne – orgel op Song to See You Through en Eyes of Silver, piano op Pursuit on 53rd St., clavinet op You Just Can't Stop It
- James Booker – piano op Down in the Track
- Arlo Guthrie – autoharp op Tell Me What You Want
- Eddie Guzman – conga's op Road Angel, You Just Can't Stop It en Daughters of the Sea, timbales op Daughters of the Sea, en overige percussie.
- Milt Holland – tabla op Tell Me What You Want, vibrafoon op Black Water, Tell Me What You Want en Another Park, Another Sunday, marimba en pandeiro op Daughters of the Sea, en overige percussie.
- The Memphis Horns - blaasinstrumenten op Song to See You Through, Eyes of Silver en You Just Can't Stop It
  - Wayne Jackson – trompet
  - Andrew Love – tenorsaxofoon
  - James Mitchell – baritonesaxofoon
  - Jack Hale – trombone
- Novi Novog – viola op Spirit and Black Water
- Ted Templeman – extra percussie
- niet vermeld – synthesizer op Flying Cloud

Productie
- Producer: Ted Templeman
- Productiecoördinatie: Benita Brazier, The Doobie Brothers
- Technici: Donn Landee, Lee Herschberg
- Mastering: Lee Herschberg
- Blazersarrangementen: Andrew Love en Wayne Jackson met de Memphis Horns
- Hoesontwerp: Chas Barbour
- Fotografie: Dan Fong